# Nghi Đồng
Nghi Đồng là một xã thuộc huyện Nghi Lộc, tỉnh Nghệ An, Việt Nam.
Xã có diện tích 14,88 km², dân số năm 1999 là 4.621 người, mật độ dân số đạt 311 người/km².